# Вступ Молдови до Європейського Союзу
Вступ Молдови до Європейського Союзу — це процес вступу Молдови до Європейського Союзу, розпочатий 3 березня 2022 року, на три дні пізніше, ніж Україна, разом з Грузією, у зв‘язку з російським вторгненням в Україну. Це одна з дев'яти нинішніх країн-кандидатів на вступ до ЄС разом з Албанією, Сербією, Північною Македонією, Чорногорією, Туреччиною, Україною, Грузією та Боснією і Герцеговиною.
11 квітня 2022 року Молдова отримала від Європейської Комісії опитувальник для вступу до Європейського Союзу. 22 квітня 2022 року Уряд Республіки Молдова урочисто передав голові Делегації ЄС в Молдові Янісу Мажейкусу першу частину відповідей на опитувальник щодо відповідності Копенгагенським критеріям, а 12 травня 2022 року була передана друга частина відповідей.
17 червня 2022 року Європейська Комісія офіційно рекомендувала Європейській Раді надати Республіці Молдова європейську перспективу та статус кандидата на вступ до Європейського Союзу, з рядом умов, щодо початку перемовин про вступ. 23 червня 2022 року Європейський Парламент ухвалив революцію, в якій закликав надати Україні та Молдові статус кандидата на вступ до Європейського Союзу.
23 червня 2022 року на саміті Європейської Ради Республіці Молдова було надано статус кандидата на вступ до Європейського Союзу. 14 грудня 2023 року Рада Європейського Союзу вирішила розпочати переговори щодо вступу Молдови до Європейського Союзу.

## Історія

### Подання заявки
У контексті російського вторгнення в Україну держави Асоційованого тріо обговорили свої думки щодо вступу до Європейського Союзу. Після звернення Президента України Володимира Зеленського про вступ до Європейського Союзу 28 лютого 2022 року, Грузія та Молдова офіційно подали свої кандидатури 3 березня 2022 року.
Європейський парламент 23 червня 2022 ухвалив резолюцію із закликом невідкладно надати статус кандидата на членство в Європейському Союзі для України та Молдови, а також підтримати європейську перспективу для Грузії.
23 червня 2022 року Європейська Рада надала Республіці Молдова статус кандидата на вступ до Європейського Союзу. Шарль Мішель, президент Європейської Ради, заявив, що це «історичний момент».

### Перемовини
Станом на серпень 2022 року перемовини не почато. 17 червня 2022 року, під час оголошення рекомендації про надання Республіці Молдова європейської перспективи та статусу кандидата на вступ до Європейського Союзу, Президент Європейської комісії Урсула фон дер Ляйєн оголосила, що для початку перемовин про вступ, Молдова має виконати ряд умов. Єврокомісар з питань розширення Олівер Варгеї деталізував, що Молдові потрібно довести до завершення реформу публічного управління, покращити управління фінансами і систему держзакупівель.
На думку прем'єрки Молдови Наталі Гаврилиці, перемовини Молдови з ЄС про вступ можуть початися не раніше осені 2023 року.
8 листопада 2023 року Єврокомісія рекомендувала Європейській раді розпочати з Молдовою переговори про вступ.
14 грудня 2023 року Рада Європейського Союзу ухвалила рішення розпочати переговори щодо вступу Молдови до Європейського Союзу.

### Референдум
16 квітня 2024 року  Конституційний суд Молдови схвалив проведення референдуму щодо вступу Молдови до Європейського Союзу.
Дата проведення референдуму про вступ до ЄС 20 жовтня.
За результатами обробки 98%-99% голосів на референдумі щодо вступу Молдови до ЄС 50,28% громадян висловилися за членство Молдови.